# Médias sociaux en gestion d'urgence
Les médias sociaux en gestion d'urgence (MSGU) sont un concept mis en œuvre par des équipes en soutien opérationnel virtuel et qui consiste en la gestion des urgences et des catastrophes, en tirant parti des nouvelles technologies, notamment via internet et les médias sociaux.

## Historique
La création du terme MSGU date de l'hiver 2012. Il est une traduction du terme anglais SMEM (Social Media in Emergency Management).
La naissance du concept de MSGU pourrait dater d'octobre 2012 lors de l'ouragan Sandy. Vingt millions de tweets ont circulé pendant l'évènement. Twitter a permis à des milliers d'américains de diffuser des informations en temps réel et excessivement rapidement. Ce moyen de communication est apparu très efficace pour la communication entre autorités, services d'urgence et population mais certaines limites ont été également pointées par les autorités qui ont dû réguler spécifiquement les rumeurs et la désinformation.
À partir de ce moment là les pouvoirs publics de divers pays ont commencé à s'intéresser à cette question.

## Utilisation desMSGU
Les médias sociaux appliqués à la gestion d'urgence ou de crise servent pour les autorités publiques à collecter de l'information en provenance du terrain (principe d'information montante) et à communiquer auprès de la population (principe d'information descendante).
Les domaines d'application des MSGU sont vastes :
- risques naturels et environnementaux (avalanche, feu de forêt, inondation, mouvement de terrain, cyclone, tempête, séisme ou éruption volcanique) ;
- risques technologiques (industriel, nucléaire, biologique, rupture de barrage, de transports collectifs ou de matières dangereuses) ;
- risques sanitaires et géopolitiques (pandémie, terrorisme, guerre civile, maintien de l'ordre).

### Avantages
Les MSGU ont pour avantages principaux de permettre une gestion rapide et efficace des situations qu'ils traitent par différents actions :
- aider et orienter les autorités de protection, de sécurité civile et les citoyens en difficulté ou en panique ;
- avoir une meilleure compréhension de l'événement, détecter des signaux faibles ou des angles morts ;
- relayer la communication de crise des autorités publiques ;
- accéder plus rapidement à l'information en temps réel ;
- contribuer à sauver des vies (géolocalisation, messages de prévention, accélération des recherches, détection des personnes sinistrées ou disparues, etc.) ;
- vérifier, corriger l'événement et couper court aux rumeurs, détecter les fausses nouvelles ;
- dialoguer et collaborer avec les citoyens ;
- disposer en amont et pendant l'événement de relais et d'alliés sérieux et fidèles ;
- replacer le citoyen comme acteur de la sécurité civile et de sa propre sécurité en le sensibilisant à aider toute personne.

### Inconvénients
Chaque traitement d'information par les MSGU peut être compliqué par différents aléas :
- la submersion de trop d'informations, difficulté à trier et organiser l'info ;
- un traitement chronophage ;
- le coût en ressources humaines qui peut être important, selon la durée de la crise ;
- la charge mentale des opérateurs ;
- la gestion des phénomènes de « bouche à oreille » négatifs, qui se déroulent principalement sur Internet.

bad buzz.

## Fonctionnement
Le principe des MSGU est rendu possible par les phénomènes suivants : l'équipement massif des citoyens en smartphones qui a dopé le partage de l'information en mobilité (texte, photos, vidéos) ainsi que l'adoption des réseaux sociaux par une majeure partie de la population et aussi le phénomène de viralité des réseaux sociaux.

## Outils

### Recherche d'informations
Des outils de curation de contenu peuvent être utilisés mais peuvent conduire à des angles morts. L'adoption au fur et à mesure par tous les médias sociaux du hashtag est un des moyens de récupérer de l'information thématique. Ces hashtags peuvent être plusieurs ordres, faisant référence au lieu de la crise, au phénomène (par exemple inondations ou attentat).
Les modes de recherche avancée des réseaux sociaux sont également précieux. Ils permettent d'aller chercher des informations précises en éliminant le « bruit » généré par la crise et la viralité inhérente aux réseaux sociaux. Des recherches d'informations géolocalisées sont également précieuses. En effet les tweets, posts, stories peuvent contenir une information de localisation précieuse (soit parce que indiquée par l'utilisateur, soit récupérée par la géolocalisation de l'appareil) pour géolocaliser précisément l'information mais aussi authentifier la provenance et éviter les fausses informations.
La recherche peut être monitorée par des logiciels pour détecter la majorité des informations, notamment via les hashtags. Cependant, l'intérêt d'une veille humaine permet de détecter les signaux faibles. On pense notamment aux personnes peu habituées à l'utilisation d'un réseau social, ou encore à l'erreur d'orthographe dans un message ou enfin l'information donnée par une personne communiquant dans une autre langue.

### Mise en forme de l'information
Des tableurs sont utilisés afin de rassembler sur un seul support toutes les informations récoltées.
Des esov[Quoi ?] utilisent également, lorsque l'intérêt est probant, la cartographie opérationnelle pour géolocaliser les informations remontées des médias sociaux ou diffuser de l'information au citoyen autrement que par texte. Cela donne ainsi une plus grande intelligibilité à une situation.

### Lutte contre les fausses informations
À l'occasion de chaque crise, les médias sociaux sont sujets à diffusion de fausses informations. Il peut s'agir d'informations non vérifiées, partielles ou mensongères. On le retrouve particulièrement dans la diffusion d'images ou de vidéos qui ne font pas référence à l’événement en cours. Pour cela, il convient d'utiliser des outils de vérification des faits.

## Vers un usage dans le quotidien
En France, grâce au projet NexSis, le développement de l'usage du smartphone nécessite pour les opérateurs de s'adapter à ces évolutions technologiques entraînant de nouveaux usages, et attentes dans le contact des citoyens avec les opérateurs d'urgence. Ainsi les services de secours doivent passer de « centres de réception d'appels d'urgence » à « centres de réception de communications d'urgence ». Ainsi « l'appel aux secours » ne passera plus nécessairement par la voix, mais aussi par la data ECall, la diffusion cellulaire, la messagerie instantanée, la localisation mobile avancée (AML) , photos, vidéos.